# Who's Got the 10½?
Who's Got the 10½? è il secondo album live della band hardcore punk Black Flag, pubblicato nel 1986 dalla SST Records.

## Tracce
1. Loose Nut (Ginn) – 4:00
2. I'm the One (Roessler/Rollins) – 2:44
3. Annihilate this Week (Ginn) – 4:44
4. Wasted (Ginn/Morris) – 1:01
5. Bastard in Love (Ginn) – 3:00
6. Modern Man (Danky/Dukowski) – 3:34
7. This is Good (Ginn/Rollins) – 3:22
8. In My Head (Ginn/Rollins) – 4:26
9. Sinking (Ginn/Rollins) – 5:04
10. Jam (Ginn/Martinez/Roessler) – 4:05
11. Best One Yet (Roessler/Rollins) – 2:35
12. My War (Dukowski) – 3:47
13. Slip It In/Gimmie Gimmie Gimmie (Ginn) – 14:48
14. Drinking and Driving (Ginn/Rollins) – 3:00
15. Louie Louie (Berry) – 4:13

## Formazione
- Henry Rollins – voce
- Greg Ginn – chitarra e voce
- Kira Roessler – basso e voce
- Anthony Martinez – batteria